# Acer x freemanii 'Marmo'
Acer x freemanii 'Marmo é uma espécie de árvore do gênero Acer, pertencente à família Aceraceae.